# Tomás Romojaro Sánchez
Tomás Romojaro Sánchez (Santander, 19 de mayo de 1907-Madrid, 22 de julio de 1980) fue un político español que ocupó puestos relevantes durante el franquismo, siendo también procurador en las Cortes franquistas.

## Biografía
Nacido en Santander en 1907, realizó estudios de magisterio en las universidades de Valladolid y Madrid. «Camisa vieja» de Falange, se afilió al Sindicato Español Universitario (SEU) —donde llegaría a dirigir la sección de Magisterio y las milicias—. Tras el estallido de la Guerra civil se refugió en la embajada de Turquía, logrando posteriormente pasar a la zona sublevada; encuadrado en el Bando sublevado, tomaría parte en varios combates. Con la conquista de Santander fue nombrado delegado de prensa y propaganda, y tras el final de la contienda ocuparía la secretaría nacional del SEU.
Tras la instauración de la Dictadura franquista, ejerció el cargo de gobernador civil en las provincias de Santander, Valladolid y Zaragoza. Durante su etapa como gobernador civil de Santander tuvo que enfrentarse a la reconstrucción de la ciudad tras el incendio de 1941. Miembro del Consejo Nacional de FET y de las JONS, Romojaro ocuparía importantes puestos dentro del partido único de la dictadura, llegando a ejercer como vicesecretario general de FET y de las JONS entre 1951 y 1956. Sería destituido de su puesto tras los sucesos de febrero de 1956, al igual que el ministro-secretario general Raimundo Fernández-Cuesta. Tras su destitución, posteriormente ejercería el cargo de Inspector general de Enseñanza Primaria.
Ejerció como procurador en las Cortes franquistas entre 1943 y 1977, de cuales llegó a ser Secretario primero.
Falleció en Madrid el 22 de julio de 1980.